# 天徳 (閩)
天徳（てんとく）は、五代十国時代の十国のひとつ閩（殷）において、王延政の治世で用いられた元号。943年 - 945年。

## 西暦・干支との対照表
| 天徳 | 元年  | 2年   | 3年   |
| 西暦 | 943年 | 944年 | 945年 |
| 干支 | 癸卯  | 甲辰  | 乙巳  |